# Slim Summerville

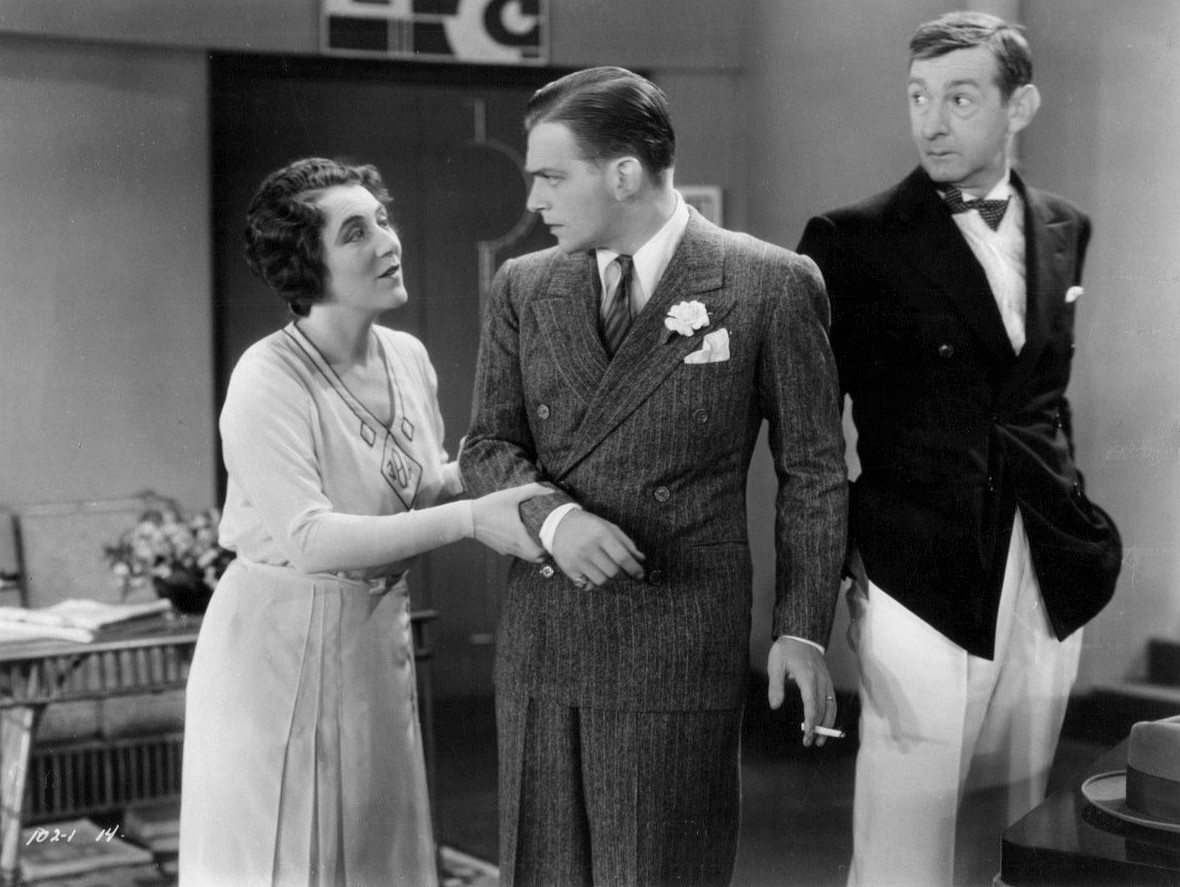
Slim Summerville längst till höger i filmen En liten olycka 1930.

Slim Summerville, född 19 juli 1892 i Albuquerque, New Mexico, död 6 januari 1946 i Laguna Beach, Kalifornien, var en amerikansk skådespelare. Han medverkade i över 200 filmer. Under sin tidiga karriär var han statist i flera av Charlie Chaplins filmer.
För insatser inom film har han tilldelats en stjärna på Hollywood Walk of Fame.

## Filmografi, urval
- 1930 – På västfronten intet nytt
- 1931 – Det stora reportaget
- 1936 – Kapten Januari
- 1937 – Åh, en sån fästman!
- 1939 – Utanför lagen
- 1941 – Deras hela värld
- 1946 – Syndare i New York